# El Bierzo
El Bierzo (en gallec: O Bierzo, en lleonès: El Bierzu) és una comarca de l'oest de la província de Lleó, dins la comunitat autònoma de Castella i Lleó. És l'única comarca reconeguda per llei (Llei 1/14 de 14 de maig) i aprovada per les Corts de Castella i Lleó el 20 de març del 1991 tret dels territoris d'Aragó, Catalunya, País Basc i Galícia.

## Orografia
És situada als contraforts de la serralada Cantàbrica. És una fossa tectònica omplerta per materials terciaris, que oscil·la entre els 400 i els 500 metres, mentre que l'orla muntanyosa paleozoica és situada entre els 1.500 i els 2.000 metres. La comarca pertany a la conca del Sil, que és la seva sortida natural cap a Galícia. El clima és humit, i les temperatures són més elevades que a la Meseta. Hi ha rouredes, fagedes, castanyedes, landes i prats a la muntanya, i els fons de les valls són ocupats per conreus.

## Lingüística

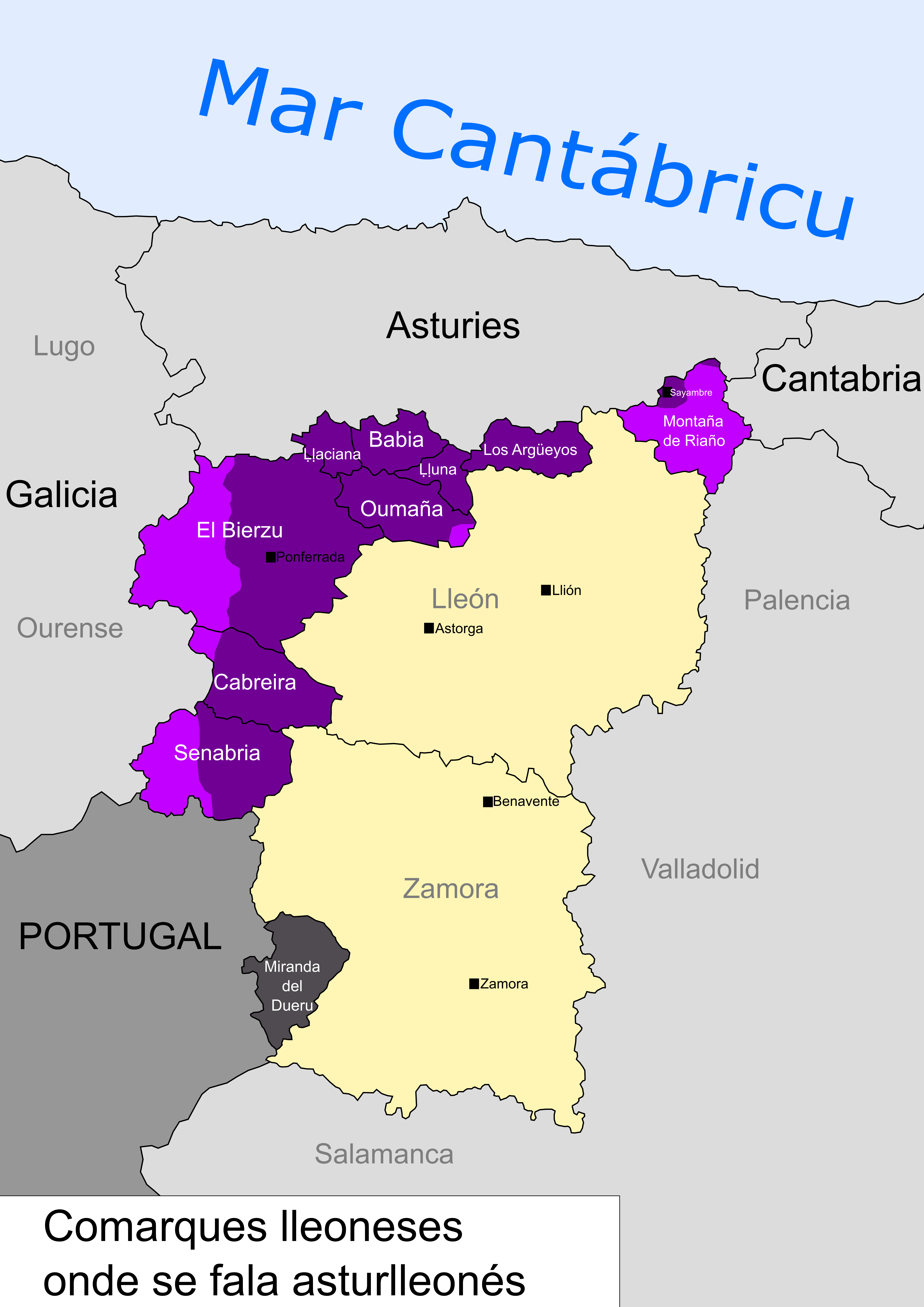
Comarques lleoneses on es parla asturlleonés.

La llengua predominant és el castellà, però amb importants influències del gallec i el lleonès que van creixent com més a l'occident i nord del territori, respectivament. L'ús del gallec i el lleonès en la vida quotidiana té sorts diferents, encara que ambdós estan vivint una recent revitalització a través de diferents associacions que promouen el seu ús i estudi. El gallec és el més afavorit, ja que està estenent el seu ús en la seva zona d'influència, i el lleonès té actualment un ús molt limitat.
S'ha considerat sempre El Bierzo com un pont entre el gallec i el lleonès, però amb trets propis molts diferents, que van portar a definir aquesta parla d'El Bierzo com a dialecte bercià en el segle xix recollit posteriorment en diverses publicacions.
Una frontera imaginaria que parteix de l'Alto Cúa fins a una part de l'actual municipi de Ponferrada (Fuentesnuevas i Dehesas) que divideix els territoris lingüístics. Des d'antany ambdós van ser la parla o llenguatge quotidià o tradicional. Actualment, exceptuant les poblacions més urbanes, on l'autòcton, língüísticament parlant, pràcticament ha desaparegut, es nota que formes s'hibriden, i a vegades es barregen resultats fonètics gallecs i lleonesos (com fins i tot castellans) i coexisteixen ambdues formes en alguns casos Per una altra part, moltes de les valls o comarques que formen El Bierzo conserven significatives peculiaritats en la seva parla: així, han sorgit argots com el burón (argot dels venedors i albarders ambulants de Fornela.), i el dialecte ancarès.

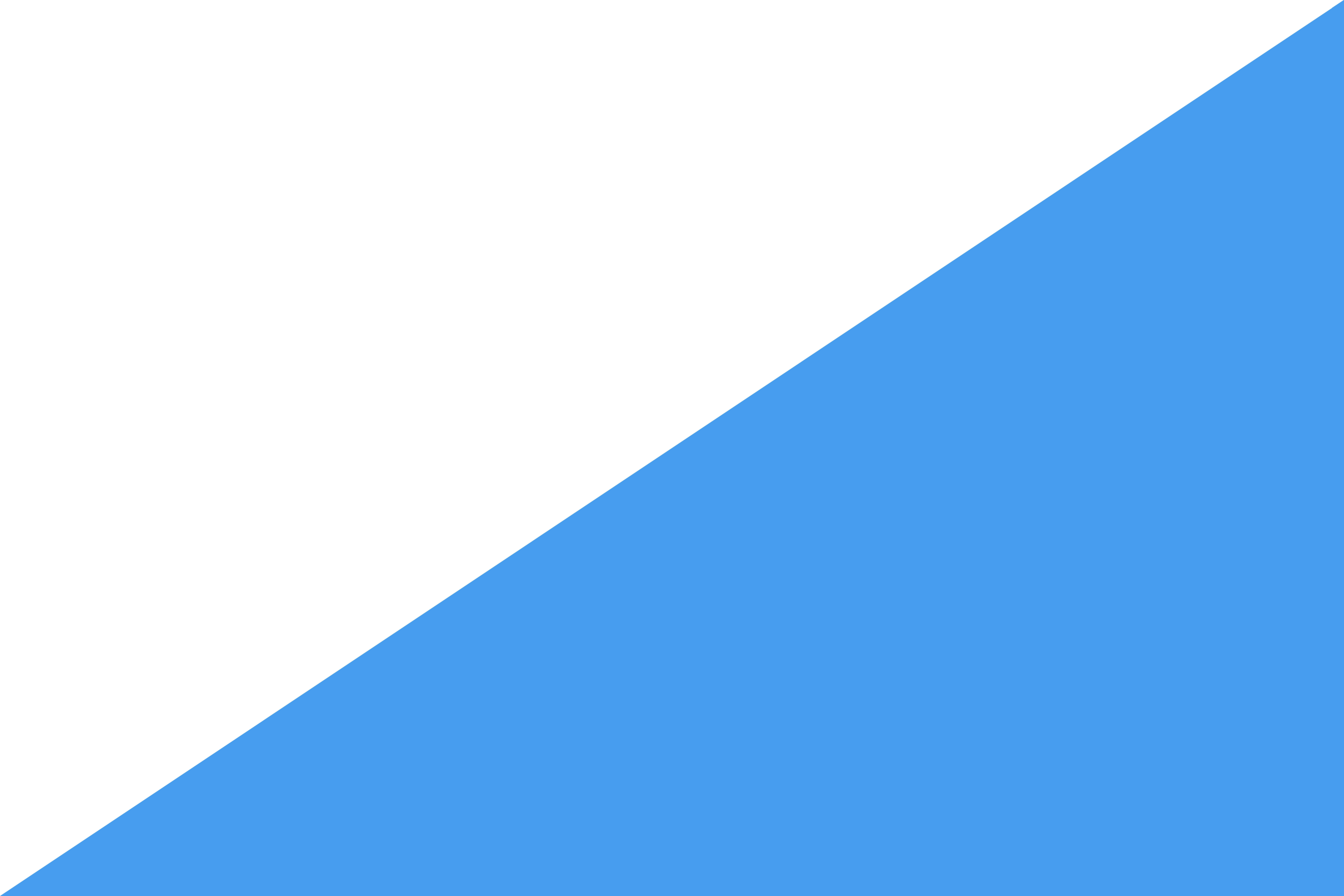
Bandera del Bierzo, usada pels més reivindicatius

## Economia
El principal recurs econòmic és la ramaderia, seguida de l'explotació de les mines de carbó. La població és distribuïda en petits nuclis rurals.

## Població
Com a nuclis urbans destaquen Ponferrada, Villafranca del Bierzo, Cacabelos i Bembibre. La capital comarcal és Ponferrada.
A tota la zona occidental de la comarca es parla gallec on cada any augmenta el nombre d'alumnes que l'estudien a Primària i Secundària, tot i que el seu ús al carrer és cada vegada més minoritari. A la part oriental és d'influència lleonès, el qual viu una situació més crítica encara que el gallec, ja que no s'ensenya ni a escoles ni a instituts, tret d'alguns cursets, encara que el seu ús es limita, des de fa molt temps, a girs i modismes en la llengua castellana i l'ús, molt limitat i ja desaparegut del Dialecte Berciano ("barreja de lleonès i gallec amb particularitats pròpies) no homogènies, amb àmplies diferències segons els diferents valls i / o comarques d'El Bierzo.

## Gastronomia
L'elaboració gastronòmica més famosa es el botillo amb DOP. Els vins del Bierzo també són molt famosos i tenen el seu propi raïm.
- Vi negre, DOP Bierzo amb el seu raïm propi: Mencía.
- Vi Blanc, DOP Bierzo amb el seu raïm propi: Godello.

## Personalitats
Originaris d'El Bierzo són:
- D. Pedro Álvarez Osorio, Comte de Lemos
- Amparo Carballo Blanco, escriptora i editora.
- Ramón Carnicer Blanco, escriptor.
- Antonio Fernández Morales, escriptor.
- Pascual Fernández Baeza, poeta, magistrat i senador.
- Sant Fruitós de Braga, sant, patriarca del monacat espanyol, bisbe de Dumio i arquebisbe de Braga
- El Comte Gatón, primer comte bercià.
- Enrique Gil y Carrasco, escriptor.
- Severo Gómez Núñez, general, diputat, defensor i divulgador d'El Bierzo.
- Jan (Juan López Fernández), dibuixant.
- Álvaro de Mendaña, descobridor de les Illes Marqueses.
- Luis del Olmo, periodista.
- Amancio Prada, músic i compositor
- Antonio Pereira, escriptor.
- Valentín García Yebra, filòleg, traductor i membre de la Reial Acadèmia Espanyola de la Llengua.
- Martín Sarmiento, escriptor.
- Sampir, notari, cronista, historiador i bisbe d'Astorga.
- Valeri del Bierzo, sant i ermità cristià (s. VII).